# Рабби Хийя
Хийя  или Хия Великий (также Хия, около 180—230 н. э. ивр. רבי חייא‎ или רבי חייא הגדול) — еврейский мудрец в земле Израиля во время переходного поколения между эпоxами таннаев и амораев (первого поколения Амора). Хийя, работавший в Тверии, был основным компилятором Тосефты. Его полное имя — Хийя бар Абба, такое же, как и у аморы третьего поколения Хийя бар Абба. Он был учеником Иуды Ханаси, дядей и учителем Рава.
В обоих Талмудах его называют Хия Раба — Великий Хия.

## Биография

### В Вавилонии
Рабби Хийя был родом из города Эль-Хилла в Вавилонии; он был сыном Авбы Карсалы. Он происходил из семьи Симей, брата царя Давида.
Раннюю часть своей жизни провёл в Вавилонии, где он женился на некой Юдит. От неё у него было два сына, Иуда и Езекия (оба из них стали известными раввинами), и дочери-близнецы, Пази и Тави. Хийя был несчастлив в своей семейной жизни, потому что его жена была строптивой. Это так остро воспринималось Хийей, что, отвечая на просьбу своего племянника о благословении, он сказал: «Пусть Бог хранит вас от зла, которое хуже, чем смерть — сварливая жена». Хийя был особенно задет уловкой, которую устроила ему жена. Замаскировавшись, она подошла к нему и спросила, распространяется ли обязательство по распространению человеческого рода на женщин; получив отрицательный ответ, она приняла лекарства, которые сделали её бесплодной. Однако добрый характер Хийи был настолько велик, что он завалил её подарками, встретив удивление своего племянника, сказав, что мужчины должны быть благодарны своим жёнам за то, что они воспитывают своих детей и удерживают своих мужей от греха.

### В Земле Израиля
В последней части своей жизни Хийя эмигрировал в Тверию, где он основал бизнес по производству шёлка, который он экспортировал в Тир. Хорошая репутация, приобретённая им в Вавилонии, помогла ему в Палестине, и он вскоре стал центром коллегиального круга патриарха Иуды Ханаси. Рассматривая его больше как коллегу, чем как ученика, Иуда рассматривал Хийю как своего гостя всякий раз, когда последний мог оказаться в Сепфорисе, консультировался с ним и брал его с собой, когда он шёл в Кесарию, чтобы навестить Антонина. Его восхищение Хийей было настолько велико, что он говорил: «Хийя и его сыновья так же достойны, как и Патриархи».
Дружба Иехуды и высокое уважение к Хийе связаны в Агаде чудом. В ходе беседы с ним Иехуда сказал, что если вавилонский изгнанник Хуна Камма, который, как считается, произошёл от Давида, прибудет в Палестину, он (Иехуда) уступит ему должность патриарха. Когда Хуна умер, и его тело было доставлено в Палестину для захоронения, Хийя отправился в Иудею и сказал: «Хуна здесь», и, остановившись, чтобы заметить бледность Иуды, добавил: «Его гроб прибыл». Сильно обиженный, Иехуда изгнал Хийю на тридцать дней. Пока последнего не было, пророк Илия, приняв черты Хийи, предстал перед Иехудой и исцелил зубную боль, от которой патриарх страдал тринадцать лет. Иехуда вскоре узнавал правду об этом чудесном лекарстве, и его уважение к Хийе возросло.
Жители Палестины говорили, что с момента прибытия Хийи в Палестину штормов не было, и вино не портилось. Говорят, что его молитвы приносили дождь во время засухи, и заставили льва, который сделал небезопасные дороги, покинуть Палестину. Ему приписывают и другие чудеса того же рода. Его особенно хвалили его вавилонские соотечественники. Шимон бен Лакиш называет его в честь двух других вавилонян, Эзры и Гилеля, которые приехали в Палестину, чтобы восстановить изучение Торы. Как бы ни преувеличивалось это утверждение, Хийя, безусловно, очень активно содействовал обучению в Палестине. Он основал школы для детей и часто выступал в качестве инструктора. Связано это с тем, что когда Ханина Бар Хама хвастался, что он может восстановить Тору по логике, если она будет потеряна, Хийя сказал: «Чтобы предотвратить такую потерю, я поступаю следующим образом: я выращиваю лен, пряденую нить, скручиваю верёвки и готовлю ловушки, с помощью которых я ловлю оленей. Их мясо я раздаю бедным сиротам и использую шкуры, чтобы сделать пергамент, на котором я пишу Тору. С этим я иду в места, где нет учителей, и учу детей.»
Хийя изображается в Талмуде как образец добродетели и добра. Говорят, что его дом всегда был открыт для бедных. Даже его смерть связана легендой с актом милосердия: «Ангел смерти не мог приблизиться к нему. Поэтому ангел замаскировался как бедняк и постучал в дверь Хийи. Хийя, как обычно, отдал приказ принести хлеб для бедных. Тогда ангел сказал: „У тебя есть сострадание к бедным; почему бы тебе не пожалеть меня? Дай мне свою жизнь и избавь меня от необходимости приезжать так много раз. Тогда Хийя сдался“. К его смерти относится ещё одна аггада, камни огня упали с небес».

## Учения

### Галаха
Деятельность Хийи в области Галахи была очень обширной. Ему и его ученику Осии принадлежит редакция традиционных галахот, которая не была включена Иудейским собранием в Мишну. Эти галахот известны под разными названиями «Барайот де Рабби Хийя», «Мишнат де Рабби Хийя» и «Мишнайот Гдолот». Некоторые из них представлены в Талмуде словами «Тан Рабби Хийя» и считаются единственно верной версией галахот, выпущенных Иудой. Хийя также был автором оригинального галахота, который он вывел из Мишны по герменевтическим правилам.
Хийя, вероятно, внёс свой вклад в Сифру редакции таннаев в мидраш к книге Левит, где его высказывания часто цитируются. Со времён Шериры Гаон Хийя в целом считался автором «Тосефты», но современные учёные отвергли это предположение на очень веских основаниях.
Хотя он и был очень консервативен, он выступал против введения новых запретов: «Не ставьте забор выше, чем сам Закон, чтобы он не упал и не уничтожил растения».

### Агада
Деятельность Хийи распространилась и на Агаду. Его высказывания и противоречия с Шимоном бен Халафтой, Бар Каппарой, Йонатаном и Йаннаем часто цитируются в агадической литературе.
Как вавилонянин, Хийя ненавидел римлян, которых он сравнивал с отвратительными насекомыми. «Бог предвидел, что евреи не смогут вынести иго римлян, и поэтому спроектировал Вавилонию для своего места жительства».
Взгляды Хийи на некоторые библейские книги заслуживают внимания. По его словам, Книга Иова — работа нееврея, и Соломон писал свои произведения в старости.
Аггадот Хийи особенно богаты мыслями о нравственной жизни и отношениях людей друг с другом.
Хийя был врачом с хорошей репутацией. Талмуд цитирует многие из его медицинских высказываний, среди которых описание развития эмбриона в матке, которое выдаёт значительные медицинские знания.
Раби Йехуда Ханаси сказал о нём: «Счастливо поколение, в котором живут такие, как раби Хия».

### Цитаты
- Как рассвет, который распространяется постепенно, так и освобождение Израиля придёт постепенно.[24]